# Rose camunienne

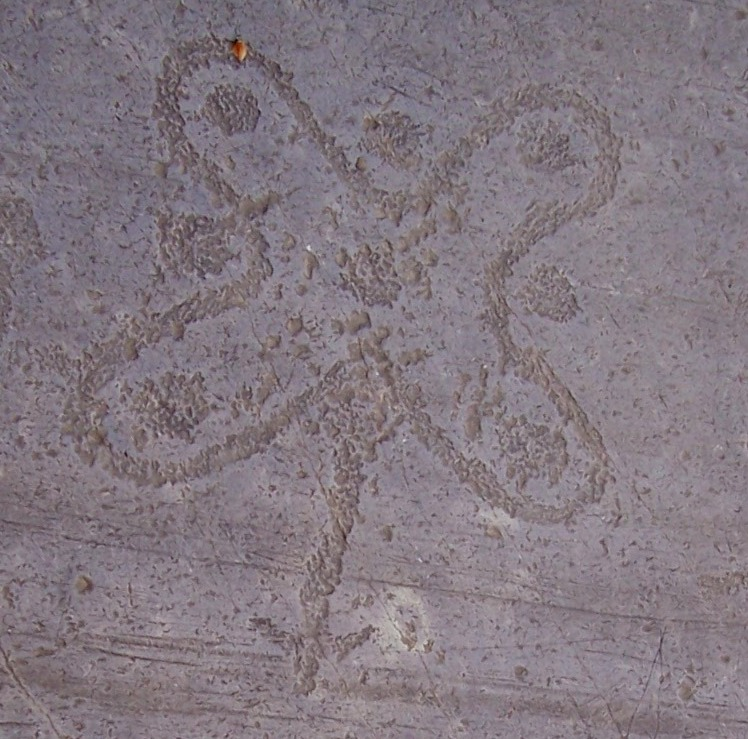
rose camunienne, hameau Foppe de Nadro

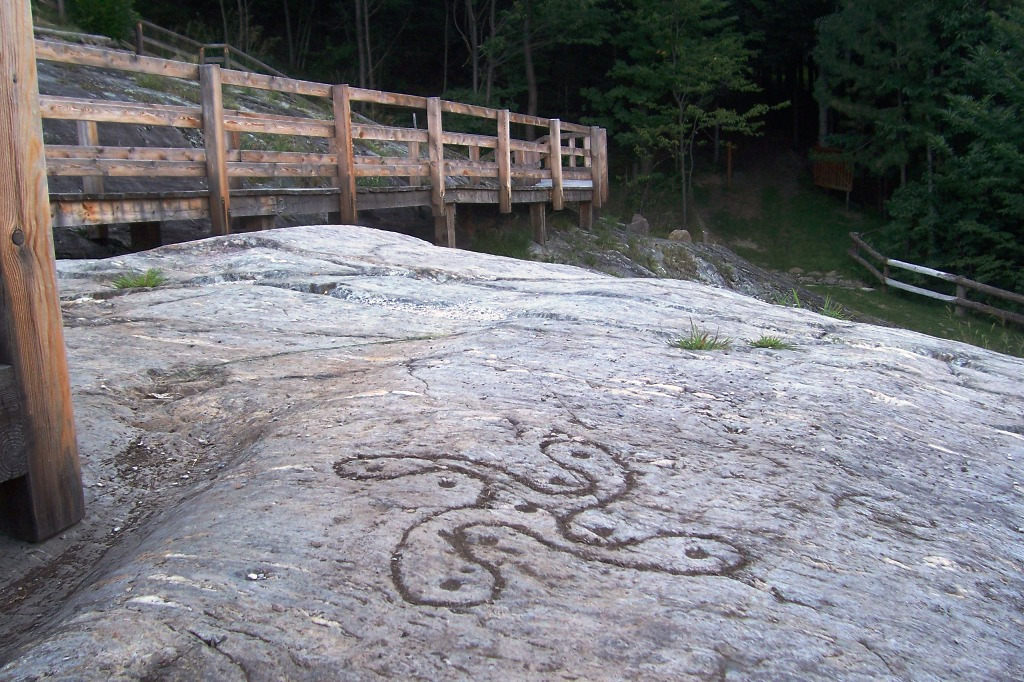
rose camunienne swastika, hameau Carpene de Sellero

La rose camunienne (en italien :  Rosa camuna) est le nom donné à un symbole particulier représenté parmi les sculptures rocheuses du Val Camonica (Brescia, Italie). Il se compose d'une ligne fermée sinueuse qui serpente autour de neuf cupules. Le symbole est gravé sous forme symétrique, asymétrique ou gammée.

## Description et histoire
Il existe de nombreuses théories sur la signification du motif, Emmanuel Anati suggère qu'il pourrait symboliser un concept religieux complexe, peut-être un symbole solaire lié au mouvement astral. Au Val Camonica, ce motif remonte à l'âge du fer, en particulier du VIIe – Ier siècle av. J.-C.. Il n'y a qu'un cas douteux datable de l'âge final du bronze (1.100 av. J.- C.). Ces sculptures sont principalement situés dans la vallée du moyen Camonica (Capo di Ponte, Foppe de Nadro, Sellero, Ceto et Paspardo), mais de nombreux exemplaires se trouvent également dans la vallée basse (Darfo Boario Terme et Esine).
Le motif a été  étudié par l'archéologue Paola Farina, qui a créé un corpus de toutes les « roses camuniennes  » connues dans le Val Camonica: elle compte 84 roses gravées sur 27 roches. Trois types de base ont été déterminés:
- type Svastika : les 9 cupules forment une croix, alignées 5 par 5; le contour forme quatre bras qui se plient à environ 90 ° et chaque bras comprend l'une des marques supérieures de coupe de la croix. Il y a 16 «roses de ce type » ;
- type croix asymétrique : la disposition des 9 cupules est la même que la précédente; mais le contour est différent, car seulement deux bras se courbent 90 °, tandis que les autres se rejoignent en un seul bras bilobate. Il y a 12 «roses» de ce type ;
- type quadrilobée : les 9 cupules sont alignées en trois colonnes et trois lignes ; le contour se développe en quatre bras orthogonaux et symétriques. Avec 56 exemples c'est le type plus répandu de «rose camunienne».

L'interprétation ne s'avère pas aisée pour un symbole appartenant à une culture perdue, Paola Farina suggère que la «rose camunienne» avait à l'origine une signification solaire, qui s'est ensuite développée dans un sens plus large d'un pouvoir positif, pour apporter la vie et la bonne chance.
Le symbole est appelé en italien rosa camuna (rose camunienne) car il ressemble à la fleur ; ce nom est une invention moderne. 
La présence marginale de la « rose camunienne » se retrouve aussi bien au Mali, Portugal, Angleterre et Suède, témoignant  d’interactions à très grandes distances de la Mer du Nord au sud du Sahara au cours de la période allant des âges du Bronze et du Fer ancien suivant des modalités indéterminées.
Une «rose camunienne» stylisée est devenue le symbole de la région Lombardie.

Symbole de Lombardie
Transposition géométrique

## Source de traduction
- (en) Cet article est partiellement ou en totalité issu de l’article de Wikipédia en anglais intitulé « Camunian rose » (voir la liste des auteurs).